# العمالة الأجنبية في دول مجلس التعاون الخليجي
العمالة الأجنبية في دول مجلس التعاون الخليجي تشير إلى العمال المهاجرين في دول مجلس التعاون الخليجي، وهي: السعودية والإمارات وعمان والبحرين وقطر والكويت. يعتمد اقتصاد هذه الدول بشكل كبير على العمال الأجانب لتحفيز النمو الاقتصادي، وذلك نتيجة وفرة رأس المال ونقص العمالة الداخلية، وعلى الرغم من أنهم لا يتجاوزون 10% من العمال المهاجرين في العالم، إلا أنهم يشكلون نسبة كبيرة من سكان دول الخليج.
تقع جميع الدول الخليجية من بين المراكز العشرين الأولى في نسبة غير المواطنين من عدد السكان، حيث أن العمالة الأجنبية تشكل أغلب السكان في البحرين وعمان وقطر والإمارات، وتحتوي السعودية والإمارات على ثالث ورابع أكبر عدد من المهاجرين إلى دولة عالمياً،. يشكل العمال الأجانب 95% من العمال في قطاع البناء والعمالة المنزلية. قُدر عدد المهاجرين القانونيين في 2013 بحوالي 18 مليون، وقد زاد هذا العدد بشكل كبير في القرن الحادي والعشرين.